# Lana Conceição
Lana Silva Conceição (São Paulo, 8 de dezembro de 1996) é uma voleibolista indoor brasileira, atuante na posição Ponteira, com marca de alcance de 305 cm no ataque e 288 no bloqueio, servindo a seleção brasileira foi medalhista de bronze nos Jogos Sul-Americanos de 2014 no Chile, na base foi medalhista de prata no Campeonato Sul-Americano Infantojuvenil de 2012 no Peru e medalhista de bronze no Campeonato Mundial Infantojuvenil de 2013 na Tailândia, medalhista de ouro no Campeonato Sul-Americano Juvenil de 2014 na Colômbia, medalhista de prata na edição do Campeonato Mundial Juvenil de ̄2015 em Porto Rico,  medalhista de ouro no Campeonato Sul-Americano Sub-23 de 2016 no Peru, e  atuando por clubes conquistou a medalha de prata no Campeonato Mundial de Clubes de 2018 na China.

## Carreira
Desde a categoria infantojuvenil esteve presente na base da seleção brasileira e disputou o Campeonato Sul-Americano Infantojuvenil de 2012 em Callao obtendo a medalha de prata.
Revelada nas categorias de base do São José dos Campos Vôlei foi contratada pelo Sollys/Nestlé/Osasco para o restante da temporada 2012-13 e disputou pela seleção brasileira a edição do Campeonato Mundial Infantojuvenil de 2013 em Nakhon Ratchasima, Tailândia e obteve a medalha de bronze.
No ano de 2014 foi a capitã da seleção brasileira cujo elenco enviado para ganhar experiência e em sua maioria da categoria juvenil, e disputou a edição dos Jogos Sul-Americanos de Santiago, Chile, ocasião que terminou com a medalha de bronze, época que foi contratada para o EC Pinheiros, também disputou a edição do Campeonato Sul-Americano Juvenil de 2014 em Barrancabermeja  e conquistando a medalha de ouro.
No ano seguinte foi contratada pelo Renata Valinhos/Country Club, novamente foi  convocada para Seleção Brasileira e disputou a edição do Campeonato Mundial Juvenil de 2015 realizado em Porto Rico sagrando-se medalhista de prata
Em 2016 foi convocada para representar a seleção brasileira na edição do Campeonato Sul-Americano Sub-23 realizado em Limae foi premiada como a segunda melhor central integrando a seleção do campeonato
Na temporada de 2017-18 atuou novamente pelo Pinheiros/Klar.
Integrou o elenco do Camponesa/Minas para temporada 2018-19 e sagrou-se campeã da edição do Campeonato Mineiro de 2018 e disputou a edição do Campeonato Mundial de Clubes de 2018 realizado em Shaoxing e conquistou a medalha de prata.
Pelo Itambé/Minas conquistou o título da Copa Brasil de 2019 realizada em Gramado e foi bicampeã do Campeonato Sul-Americano de Clubes de 2019 realizado novamente em Belo Horizonte;e contribuiu para conquista do clube do título da Superliga Brasileira 2018-19.

## Títulos e resultados
- Superliga Brasileira Aː2018-19
- Copa Brasil:2019[18]
- Campeonato Mineiro:2018[15]

## Premiações individuais
[carece de fontes?].